# Leuciscus bergi
Leuciscus bergi är en fiskart som beskrevs av Kashkarov 1925. Leuciscus bergi ingår i släktet Leuciscus och familjen karpfiskar. Inga underarter finns listade i Catalogue of Life.